# バッキー白片
バッキー白片（ばっきーしらかた、1912年（明治45年）4月16日 - 1994年（平成6年）7月13日）は、昭和期に活動したハワイアンのスティール・ギター奏者、作曲家。バッキー白片とアロハ・ハワイアンズのリーダー。本名は白片 力（しらかた つとむ）。

## 生涯
日系一世の子としてホノルルに誕生。マッキンレー高校からハワイ大学医学部へ進んでからも、ホノルル・シンフォニー・オーケストラに加入するなど、ハワイアン音楽に傾倒。
1933年（昭和8年）、大学を1年休学してアロハ・ハワイアントリオを結成。そして来日。「アカカの滝」「フイ・エ」の2曲をレコーディング。
1935年（昭和10年）、大学を卒業。
1937年（昭和12年）、日本に帰化し、冨美子と結婚して東京に居住。
1939年（昭和14年）、ハワイアン音楽、「竹の橋の下」「フラの天国」を発売。翌年、日本青年館での第1回アロハ・ハワイアンズ発表会が行われた。
戦時中は、ハワイアン音楽の演奏禁止により不遇の時代を過ごす。また、敵性語排除の風潮によって本名での活動を余儀なくされた。
1947年（昭和22年）、バッキー白片とアロハ・ハワイアンズを結成。和田弘、エセル中田などの後進を育成。
1959年（昭和34年）、「南国の夜」を発売しヒット。作曲活動も行い、石原裕次郎の「俺はお前に弱いんだ」、「ささやきのタンゴ」、「さすらい」、「白樺の湖」などを作曲した。
1988年（昭和63年）、勲四等瑞宝章受章。
1994年（平成6年）7月13日、心不全で死去。82歳没。
息子の白片健が、現在バッキー白片Jr.として活動している。

## ディスコグラフィー

### シングル (SP)
- 松平晃 / 月のセレナーデ (日本コロムビア 29888、1938.08。B面は淡谷のり子「日暮れの窓で」)
- 白片力 / 南の花嫁さん (ニッチク 100669、1943.03。A面は平八郎「高原の月」)
- 白片力 / 支那の夜 (ニッチク 100671、1943.03。A面は平八郎・上田仁「蘇州夜曲」)
- ベティ稲田 / チューチューチュー c/w マリヒニ・メレ (テイチク 492、1947)
- ディック・ミネ / 或る日曜日の朝 c/w ベティ稲田 / ベンガワンソロ (テイチク 562、1948.07)
- バッキー白片とアロハ・ハワイアンズ / みんなで踊ろう c/w 歸れソレントえ (テイチク 563、1948)
- ベティ稲田 / ラテン・ブラン c/w ディック・ミネ / 踊る今宵 (テイチク 571、1948.08)
- バッキー白片とアロハ・ハワイアンズ / マリア・マリ c/w アロハ・ブギ (テイチク 577、1948)
- バッキー白片とアロハ・ハワイアンズ / 宵待草 c/w 荒城の月 (テイチク 594、1948.12)
- ベティ稲田 / 夢誘うハワイ c/w さすらい (テイチク 657、1949.03)
- バッキー白片とアロハ・ハワイアンズ / ワイカップ c/w アロハ・オエ (テイチク 661、1949)
- ベティ稲田 / ベリー・ハッピー (テイチク 682、1949.04。B面はディック・ミネ「チェリー・コンガ」)
- ベティ稲田 / カム・ツウ・ハワイ c/w ディック・ミネ / ホノルル娘 (テイチク 684、1949.04)
- バッキー白片とアロハ・ハワイアンズ / コロパ c/w カヌーに乗って (テイチク 687、1949)
- バッキー白片とアロハ・ハワイアンズ / マイ・オールド・ケンタッキー・ホームc/w オールド・ブラック・ジョー (テイチク 712、1949)
- バッキー白片とアロハ・ハワイアンズ / 濱邊の歌 c/w 出・船 (テイチク 713、1949)
- バッキー白片とアロハ・ハワイアンズ / 波にのって c/w ハワイの月 (テイチク 730、1949)
- バッキー白片とアロハ・ハワイアンズ / 星降る濱邊 c/w ハワイの花 (テイチク 744、1949)
- ベティ稲田 / ハワイの戀唄 (テイチク 758、1949.10。A面はディック・ミネ「愉快なリズム」)
- バッキー白片とアロハ・ハワイアンズ / 螢の光 c/w 旅愁 (テイチク 769、1949)
- バッキー白片とアロハ・ハワイアンズ / 影を慕いて c/w 青い背広で (テイチク 780、1949)
- バッキー白片とアロハ・ハワイアンズ / 男の純情 c/w 東京ラプソデー (テイチク 781、1949)
- バッキー白片とアロハ・ハワイアンズ / 緑の地平線 c/w 人生の並木路 (テイチク 782、1949)
- バッキー白片とアロハ・ハワイアンズ / 珊瑚礁の彼方へ c/w 小さな竹の橋で (テイチク 787、1949)
- バッキー白片とアロハ・ハワイアンズ / 嘆きの夜曲 c/w 君忘れじのブルース (テイチク 793、1949)
- バッキー白片とアロハ・ハワイアンズ / 酒は涙か溜息か c/w 女の階級 (テイチク 800、1950)
- バッキー白片とアロハ・ハワイアンズ / 夕べ仄かに c/w 東京娘 (テイチク 801、1950)
- バッキー白片とアロハ・ハワイアンズ / 草津メロデー c/w アリラン (テイチク 845、1950)
- ベティ稲田 / アロハ・ブギウギ (テイチク 848、1950.02。A面はディック・ミネ「銀座パンチョー」)
- ベティ稲田 / ベンガワン・ソロ (テイチク 851、1950.02。B面はディック・ミネ「上海リル」)
- バッキー白片とアロハ・ハワイアンズ / 何日君再来 c/w 太湖船 (テイチク 855、1950)
- ディック・ミネ / 牧場の月 c/w ベティ稲田 / 二人の春 (テイチク C-3034、1950.04)
- ベティ稲田 / チューチューチュー c/w マリヒニ・メレ (テイチク C-3070、1950.09)
- ベティ稲田 / 恋のドレミファ c/w ソフトとパラソル (テイチク C-3083、1950)
- ベティ稲田 / おゝワンダフル c/w ディック・ミネ / 想い出の丘 (テイチク C-3097、1950.10)
- 真木不二夫 / 霧の港 (テイチク C-3111、1950。B面は菅原都々子「散りゆく花」)
- バッキー白片とアロハ・ハワイアンズ / 母千鳥の唄 c/w 江ノ島悲歌 (テイチク C-3242、1951)
- バッキー白片 / 軍艦マーチ c/w 君が代行進曲 (テイチク C-3246、1951)
- ベティ稲田 / 谷間の彼方 (テイチク C-3309、1952.04。B面はディック・ミネ「わかれ月夜」)
- バッキー白片とアロハ・ハワイアンズ / 君恋いギター c/w 面影いずこ (C-4056、1957)
- バッキー白片とアロハ・ハワイアンズ / 夕べの鐘 c/w 月のハワイ (テイチク C-4122、1957)
- ジェームス三木 / 月に踊る天使 c/w 男の桟橋 (テイチク C-4188、1958.07)
- 石原裕次郎 / 赤い波止場 c/w 南国の夜 (テイチク C-4218、1958.09)
- 川地民夫 / 海の隼 c/w ヨットと青春 (テイチク C-4267、1959)
- バッキー白片とアロハ・ハワイアンズ / 炭坑節 c/w 港舟唄 (テイチク C-7001)
- バッキー白片とアロハ・ハワイアンズ / 椰子はささやく c/w 君と語れば (テイチク C-7002)
- バッキー白片とアロハ・ハワイアンズ / マイ・オールド・ケンタッキー・ホーム c/w オールド・ブラック・ジョー (テイチク C-7003)
- バッキー白片とアロハ・ハワイアンズ / 太湖船 c/w 何日君再来 (テイチク C-7004)
- バッキー白片とアロハ・ハワイアンズ / スワニー河の流れ c/w 天然の美 (テイチク C-7006)
- バッキー白片とアロハ・ハワイアンズ / 冗談さ c/w 静かな入江 (テイチク C-7008)
- バッキー白片とアロハ・ハワイアンズ / ジンジャーのレイ c/w 虹の樂園 (テイチク C-7009)
- バッキー白片とアロハ・ハワイアンズ / 風に吹かれて c/w 流れるままに (テイチク C-7010)
- バッキー白片とアロハ・ハワイアンズ / ハワイの夜 c/w 唄うスチールギター (テイチク C-7011)
- バッキー白片とアロハ・ハワイアンズ / ブルー・ダニューブ c/w ラ・パロマ (テイチク C-7012)
- バッキー白片とアロハ・ハワイアンズ / マリア・マリー c/w アロハ・ブギ (テイチク C-7013)
- バッキー白片とアロハ・ハワイアンズ / 濱千鳥 c/w 十三夜 (テイチク C-7014)
- バッキー白片とアロハ・ハワイアンズ / 星降る浜辺 c/w ハワイの花 (テイチク C-7015)
- バッキー白片とアロハ・ハワイアンズ / 妙な気分 c/w スウィートなリズム (テイチク C-7016)
- バッキー白片とアロハ・ハワイアンズ / 宵待草 c/w 荒城の月 (テイチク C-7017)
- バッキー白片とアロハ・ハワイアンズ / お江戸日本橋 c/w 元禄花見踊 (テイチク C-7018)
- バッキー白片とアロハ・ハワイアンズ / 影を慕いて c/w 青い背広で (テイチク C-7020)
- バッキー白片とアロハ・ハワイアンズ / 男の純情 c/w 東京ラプソデー (テイチク C-7021)
- バッキー白片とアロハ・ハワイアンズ / 緑の地平線 c/w 人生の並木路 (テイチク C-7022)
- バッキー白片とアロハ・ハワイアンズ / ワイカップ c/w アロハ・オエ (テイチク C-7024)
- バッキー白片とアロハ・ハワイアンズ / 螢の光 c/w 旅愁 (テイチク C-7025)
- バッキー白片とアロハ・ハワイアンズ / 酒は涙か溜息か c/w 女の階級 (テイチク C-7026)
- バッキー白片とアロハ・ハワイアンズ / 夕べ仄かに c/w 東京娘 (テイチク C-7027)
- バッキー白片とアロハ・ハワイアンズ / ほんとにそうならうれしいわ c/w ああそれなのに (テイチク C-7028)
- バッキー白片とアロハ・ハワイアンズ / 初戀のルムバ c/w 簡単なメロデー (テイチク C-7030)
- バッキー白片とアロハ・ハワイアンズ / ハワイの子守唄 c/w クルミ割りの踊り (テイチク C-7031)
- ベティ稲田 / フラは楽し c/w ディック・ミネ / 君を抱きて (テイチク C-7032)
- バッキー白片とアロハ・ハワイアンズ / ワイキキの濱で c/w 月の雲間に (テイチク C-7035)
- バッキー白片とアロハ・ハワイアンズ / 安来メロデー c/w 春雨 (テイチク C-7044)
- バッキー白片とアロハ・ハワイアンズ / 炭坑節 c/w 港舟唄 (テイチク AC-7001)
- バッキー白片とアロハ・ハワイアンズ / 椰子はささやく c/w 君と語れば (テイチク AC-7002)
- バッキー白片とアロハ・ハワイアンズ / マイ・オールド・ケンタッキー・ホーム c/w オールド・ブラック・ジョー (テイチク AC-7003)
- バッキー白片とアロハ・ハワイアンズ / 太湖船 c/w 何日君再来 (テイチク AC-7004)
- バッキー白片とアロハ・ハワイアンズ / スワニー河の流れ c/w 天然の美 (テイチク AC-7006)
- バッキー白片とアロハ・ハワイアンズ / 冗談さ c/w 静かな入江 (テイチク AC-7008)
- バッキー白片とアロハ・ハワイアンズ / ジンジャーのレイ c/w 虹の樂園 (テイチク AC-7009)
- バッキー白片とアロハ・ハワイアンズ / 風に吹かれて c/w 流れるままに (テイチク AC-7010)
- バッキー白片とアロハ・ハワイアンズ / ハワイの夜 c/w 唄うスチールギター (テイチク AC-7011)
- バッキー白片とアロハ・ハワイアンズ / ブルー・ダニューブ c/w ラ・パロマ (テイチク AC-7012)
- バッキー白片とアロハ・ハワイアンズ / マリア・マリ c/w アロハ・ブギ (テイチク AC-7013)
- バッキー白片とアロハ・ハワイアンズ / 濱千鳥 c/w 十三夜 (テイチク AC-7014)
- バッキー白片とアロハ・ハワイアンズ / 星降る浜辺 c/w ハワイの花 (テイチク AC-7015)
- バッキー白片とアロハ・ハワイアンズ / 妙な気分 c/w スウィートなリズム (テイチク AC-7016)
- バッキー白片とアロハ・ハワイアンズ / 宵待草 c/w 荒城の月 (テイチク AC-7017)
- バッキー白片とアロハ・ハワイアンズ / お江戸日本橋 c/w 元禄花見踊 (テイチク AC-7018)
- バッキー白片とアロハ・ハワイアンズ / 影を慕いて c/w 青い背広で (テイチク AC-7020)
- バッキー白片とアロハ・ハワイアンズ / 男の純情 c/w 東京ラプソデー (テイチク AC-7021)
- バッキー白片とアロハ・ハワイアンズ / 緑の地平線 c/w 人生の並木路 (テイチク AC-7022)
- バッキー白片とアロハ・ハワイアンズ / ワイカップ c/w アロハ・オエ (テイチク AC-7024)
- バッキー白片とアロハ・ハワイアンズ / 螢の光 c/w 旅愁 (テイチク AC-7025)
- バッキー白片とアロハ・ハワイアンズ / 酒は涙か溜息か c/w 女の階級 (テイチク AC-7026)
- バッキー白片とアロハ・ハワイアンズ / 夕べ仄かに c/w 東京娘 (テイチク AC-7027)
- バッキー白片とアロハ・ハワイアンズ / ほんとにそうならうれしいわ c/w ああそれなのに (テイチク AC-7028)
- バッキー白片とアロハ・ハワイアンズ / 初戀のルムバ c/w 簡単なメロデー (テイチク AC-7030)
- バッキー白片とアロハ・ハワイアンズ / ハワイの子守唄 c/w クルミ割りの踊り (テイチク AC-7031)
- ベティ稲田 / フラは楽し c/w ディック・ミネ / 君を抱きて (テイチク AC-7032)
- バッキー白片とアロハ・ハワイアンズ / ワイキキの濱で c/w 月の雲間に (テイチク AC-7035)
- バッキー白片とアロハ・ハワイアンズ / 安来メロデー c/w 春雨 (テイチク AC-7044)
- 石原裕次郎 / 狂った果実 c/w 想い出 (テイチク G-7777、1956.08)
- バッキー白片とアロハ・ハワイアンズ / 聖しこの夜 c/w ジングル・ベル (テイチク JS-150000)
- バッキー白片とアロハ・ハワイアンズ / セプテンバー・ソング c/w ビギン・ザ・ビギン (テイチク JS-15003)
- ディック・ミネ / 林檎の樹の下で c/w アイルランドの娘 (テイチク JS-15004)
- フラワー・シスターズ / ふるさとの谷川 c/w 愉快なフラ (テイチク JS-15005)
- ディック・ミネ / 火の接吻 c/w 第三の男 (テイチク JS-15006)
- ディック・ミネ / ブルー・ハワイ c/w 恋の独木舟 (テイチク JS-15007)
- バッキー白片とアロハ・キングス / 泪のワルツ c/w ストレンジ・センセイション (テイチク JS-15009)
- バッキー白片とアロハ・キングス / ハワイアン・パラダイス c/w アロハ・オエ (テイチク JS-15013)
- バッキー白片とアロハ・ハワイアンズ / 想い出のワルツ c/w わが心に歌えば (テイチク JS-15017)
- バッキー白片とアロハ・ハワイアンズ / 奥様お手をどうぞ c/w 皇帝円舞曲 (テイチク JS-15019)
- バッキー白片とアロハ・ハワイアンズ / 二人でいるのに c/w 君と歌えば (テイチク JS-15041)
- バッキー白片とアロハ・ハワイアンズ / 夢の天國 c/w 椰子の葉陰 (テイチク T-3080)

### シングル (7インチ)
- 川地民夫 / 海の隼 c/w ヨットと青春 (テイチク NS-101、1959)
- バッキー白片とアロハ・ハワイアンズ / アロハ・オエ c/w マリヒニ・メレ (テイチク NS-117、1959)
- バッキー白片とアロハ・ハワイアンズ / 忘れはしないいつまでも c/w ささやきのタンゴ (テイチク NS-128、1959)
- バッキー白片とアロハ・ハワイアンズ / 南国土佐を後にして c/w 金比羅マンボ (テイチク NS-129、1959)
- バッキー白片とアロハ・ハワイアンズ / シボネー c/w エストレリータ (テイチク NS-130、1959)
- バッキー白片とアロハ・ハワイアンズ / 太湖船 c/w アリラン (テイチク NS-131、1959)
- バッキー白片とグリーン・アイランド楽団 / 黒い瞳 c/w バラのタンゴ (テイチク NS-132、1959)
- バッキー白片とアロハ・ハワイアンズ / 珊瑚礁の彼方 c/w ブルー・ハワイ (テイチク NS-144、1959)
- バッキー白片とアロハ・ハワイアンズ / 南国の夜 c/w カイマナ・ヒラ (テイチク NS-155、1959)
- バッキー白片とアロハ・ハワイアンズ / 殺し屋のテーマ c/w 殺し屋のワルツ (テイチク NS-160、1959)
- バッキー白片とアロハ・ハワイアンズ / マンボ・ジングル・ベル c/w 蛍の光 (テイチク NS-168、1959.11)
- バッキー白片とアロハ・ハワイアンズ / 騎兵隊 c/w テンティング・トゥナイト (テイチク NS-172、1959.11)
- バッキー白片とアロハ・ハワイアンズ / トム・ドーリー c/w ルビー・レッド (テイチク NS-191、1960)
- バッキー白片とテイチク・レコーディング・オーケストラ / 駅馬車 c/w 遙かなる山の呼び声 (テイチク NS-220、1960.06)
- ダーク・ダックス / アロハ・オエ c/w ブルー・ハワイ (テイチク NS-231、1960.06)
- バッキー白片とアロハ・ハワイアンズ / ワイカプー c/w アロマ (テイチク NS-237、1960.07)
- バッキー白片とアロハ・ハワイアンズ / タハウラ c/w ハワイアン・パラダイス (テイチク NS-238、1960.07)
- バッキー白片とアロハ・ハワイアンズ / キプカイ c/w ピリメ・オエ (テイチク NS-239、1960.07)
- バッキー白片とアロハ・ハワイアンズ / 死ぬほど愛して c/w 黒いオルフェ (テイチク NS-287、1960)
- バッキー白片とアロハ・ハワイアンズ / 螢の光 c/w きよしこの夜 (テイチク NS-318、1960.12)
- バッキー白片とアロハ・ハワイアンズ / 悲しきムスターファ c/w アフリカの星のボレロ (テイチク NS-337、1961.02)
- バッキー白片とアロハ・ハワイアンズ / 階段の上の暗闇 c/w サンダウナーズ (テイチク NS-345、1961.03)
- バッキー白片とアロハ・ハワイアンズ / 遥かなるアラモ c/w グリーン・フィールズ (テイチク NS-374、1961.05)
- バッキー白片とアロハ・ハワイアンズ / 北上夜曲 c/w 北上川悲歌 (テイチク NS-430、1961.09)
- バッキー白片とアロハ・ハワイアンズ / コーヒー・ルンバ c/w 峠の幌馬車 (テイチク NS-494、1962.01)
- バッキー白片とアロハ・ハワイアンズ / コマンチェロ c/w ガール・ハント (テイチク NS-522(Mono)/SN-9(Stereo)、1962.03)
- バッキー白片とアロハ・ハワイアンズ / 夜は帰って来ない c/w フライデー (テイチク NS-538(Mono)、1962.04)
- バッキー白片とアロハ・ハワイアンズ / 南国の夜 c/w 小さな竹の橋の下で (テイチク SN-11、1962.05)
- 石原裕次郎 / 南国の夜 c/w 珊瑚礁の彼方 (テイチク NS-551、1962.06)
- 田代みどり / バリバリの浜辺 c/w 月の夜は (テイチク NS-562、1962.07)
- バッキー白片とアロハ・ハワイアンズ / 山男の歌 c/w 雪山讃歌 (テイチク NS-567、1962.09)
- 鉄砲光三郎 / 民謡鉄砲節 c/w 浅太郎月夜 (テイチク NS-704、1963.06)
- バッキー白片とアロハ・ハワイアンズ / 可愛いいばらの少女 c/w さすらいのトラムペット (テイチク NS-696、1963.06)
- 石原裕次郎 / 俺はお前に弱いんだ c/w 無情の街 (テイチク SN-64、1964.05)
- バッキー白片とアロハ・ハワイアンズ / ジングル・ベル c/w ホワイト・クリスマス (テイチク SN-129、1964.12)
- 浜田光夫 / ささやきの小径 c/w まことの愛 (テイチク SN-185、1965.06)
- 石原裕次郎 / 南国の夜 c/w 珊瑚礁の彼方 (テイチク SN-190、1965.06)
- バッキー白片とアロハ・ハワイアンズ / 南国の夜 c/w 小さな竹の橋の下で (テイチク SN-191、1965.06)
- バッキー白片とアロハ・ハワイアンズ / 珊瑚礁の彼方 c/w ブルー・ハワイ (テイチク SN-192、1965.06)
- バッキー白片とアロハ・ハワイアンズ / 真珠貝の歌 c/w カルア (テイチク SN-205、1965.07)
- 石原裕次郎 / ささやきのタンゴ c/w 忘れはしないいつまでも (テイチク SN-226、1965.08)
- バッキー白片とアロハ・ハワイアンズ / 真珠貝の歌 c/w 夏の想い出 (テイチク SN-347、1966.05)
- バッキー白片とアロハ・ハワイアンズ / 夢は夜ひらく c/w 逢えるじゃないかまたあした (テイチク SN-441、1967.01)
- バッキー白片とアロハ・ハワイアンズ / 南国の夜 c/w 珊瑚礁の彼方 (テイチク SN-755、1969)
- バッキー白片とアロハ・ハワイアンズ / 愛のキャンドル c/w (テイチク SN-829、1969.10)
- バッキー白片とアロハ・ハワイアンズ / カイマナ・ヒラ c/w ダヒル・サヨ (テイチク SN-1459)
- バッキー白片とアロハ・ハワイアンズ / 珊瑚礁の彼方 c/w 小さな竹の橋の下で (テイチク 45-58)
- バッキー白片とアロハ・ハワイアンズ / ジングル・ベル c/w ホワイト・クリスマス (テイチク 58-18)
- バッキー白片とアロハ・ハワイアンズ / 憧れの犬吠ケープパレス (テイチク 45-62。A面は相馬宏之「犬吠崎の夜は更けて」)
- バッキー白片とアロハ・ハワイアンズ / マリヒニ・メレ c/w アロハ・オエ (テイチク P-5002)
- バッキー白片とアロハ・ハワイアンズ / アロマ c/w ナカ・ブエオ (テイチク P-5006)
- バッキー白片とアロハ・ハワイアンズ / きよしこの夜 c/w 蛍の光 (テイチク P-5020)
- バッキー白片とアロハ・ハワイアンズ / うるわしのハワイ娘 c/w わたしを忘れないで (テイチク P-5032)

### EP
- バッキー白片とアロハ・ハワイアンズ / ハワイアン名曲集 (テイチク NEP-1002)
- バッキー白片とアロハ・ハワイアンズ / 第1集 (テイチク NEP-1021、1957)
- バッキー白片とアロハ・ハワイアンズ / 第2集 (テイチク NEP-1022、1957)
- バッキー白片とアロハ・ハワイアンズ / ジェルソミーナ～島の女～アナスタシア～ヤング・ラヴ (テイチク NEP-1025、1957)
- 平岡精二クワルテット、バッキー白片とアロハ・ハワイアンズ / クリスマス・キャロルズ (テイチク NEP-1027、1957)
- バッキー白片とアロハ・ハワイアンズ / 映画主題曲集 (テイチク NEP-1028、1957)
- ダーク・ダックス / ハワイの唄(1) (テイチク NEP-1042)
- バッキー白片とアロハ・ハワイアンズ / ハワイアン・ダンス・アルバム (テイチク NEP-1048)
- バッキー白片とアロハ・ハワイアンズ / 三波春夫ヒットアルバム (テイチク NEP-1053、1958.10)
- バッキー白片とアロハ・ハワイアンズ / 独立騎兵隊マーチ (テイチク SS-3、1962.02)
- バッキー白片とアロハ・ハワイアンズ / ウエスタン名曲集 (テイチク SS-5、1962.03)
- バッキー白片とアロハ・ハワイアンズ / ハワイアン・ロマンス (テイチク SS-8、1962.05)
- バッキー白片とアロハ・ハワイアンズ / ウエスタン名曲集 第2集 (テイチク SS-9、1962.06)
- ディック・ミネ / ヒット集 (テイチク W-11、1962)
- バッキー白片とアロハ・ハワイアンズ / 山と河の歌 (テイチク SS-14、1962.11)
- バッキー白片とグリーン・アイランド楽団 / タンゴ名曲集 (テイチク W-17、1962.11)
- バッキー白片とアロハ・ハワイアンズ / ブルースのしおり (テイチク SS-15、1962.12)
- 三島敏夫 / 三島敏夫のムード歌謡 (テイチク W-27、1963.02)
- バッキー白片とアロハ・ハワイアンズ / バッキー白片の古賀メロディー集 (テイチク SS-17、1963.03)
- バッキー白片とアロハ・ハワイアンズ / ハワイアン・メロディー傑作集 第1集 (テイチク W-34、1963.06)
- バッキー白片とアロハ・ハワイアンズ / ハワイアン・メロディー傑作集 第2集 (テイチク W-35、1963.06)
- バッキー白片とアロハ・ハワイアンズ / ハワイアン・ダンス・アルバム (テイチク W-36、1963.06)
- バッキー白片とアロハ・ハワイアンズ / バッキー白片の日本抒情歌曲集 (テイチク W-39、1963.07)
- バッキー白片とアロハ・ハワイアンズ / タンゴ名曲アルバム (テイチク SS-32、1964.05)
- バッキー白片とアロハ・ハワイアンズ / ラテン名曲集 (テイチク SS-33、1964.05)
- バッキー白片とアロハ・ハワイアンズ / 独立騎兵隊マーチ (テイチク SS-34、1964.05)
- バッキー白片とアロハ・ハワイアンズ / ウエスタン名曲集 第3集 (テイチク SS-36、1964.06)
- バッキー白片とアロハ・ハワイアンズ / 南海の詩情 (テイチク SS-38、1964.06)
- バッキー白片とアロハ・ハワイアンズ / バッキー白片歌謡ヒット集 (テイチク SS-45、1964.10)
- バッキー白片とアロハ・ハワイアンズ / バッキーのメリー・クリスマス (テイチク SS-62、1964.12)
- バッキー白片とアロハ・ハワイアンズ / 月に寄せて (テイチク SS-134、1966.10)
- バッキー白片とアロハ・ハワイアンズ / ニュー・ヒット・4 (テイチク SS-259)
- バッキー白片とアロハ・ハワイアンズ / 恋のしずく (テイチク SS-280、1968)
- バッキー白片とアロハ・ハワイアンズ / 愛に贈りたい (テイチク SS-297)
- バッキー白片とアロハ・ハワイアンズ / ブルー・ライト・ヨコハマ (テイチク SS-299)
- バッキー白片とアロハ・ハワイアンズ / バッキー白片の永遠の子がメロディー (テイチク SS-322)
- バッキー白片とアロハ・ハワイアンズ / タイニイ・バブルス (テイチク SX-511、1967)
- バッキー白片とアロハ・ハワイアンズ / バッキー白片のメリー・クリスマス (テイチク SX-514、1967)
- バッキー白片とアロハ・ハワイアンズ / ハワイ音楽のすべて(1) (テイチク SX-518、1968)
- バッキー白片とアロハ・ハワイアンズ / ハワイ音楽のすべて(2) (テイチク SX-519、1968)
- バッキー白片とアロハ・ハワイアンズ / ハワイ音楽のすべて(3) (テイチク SX-520、1968)

### アルバム
- バッキー白片とアロハ・ハワイアンズ / ブルー・ハワイ (テイチク NL-1001、1957.05)
- バッキー白片とアロハ・ハワイアンズ / ハワイアン・ギター名演奏集 (テイチク NL-1004、1957)
- バッキー白片とアロハ・ハワイアンズ / ハワイアン・メロディ名演奏集 (テイチク NL-1005、1957)
- V.A. / オールスター・リズム・パレード (テイチク NL-1006、1957)
- バッキー白片とアロハ・ハワイアンズ / ラテン・アルバム 第1集 (テイチク NL-1015、1957)
- バッキー白片とアロハ・ハワイアンズ / タンゴ名曲アルバム (テイチク NL-1023)
- 石原裕次郎 / 裕ちゃんの週末旅行 (テイチク NL-1024、1958.10)
- バッキー白片とアロハ・ハワイアンズ / オリエンタル・メロディー (テイチク NL-1034、1958)
- ディック・ミネ / 懐かしの歌声 (テイチク NL-1040)
- バッキー白片とアロハ・ハワイアンズ / ラテン・アルバム 第2集 (テイチク NL-1048)
- バッキー白片とアロハ・ハワイアンズ / ロシヤ名曲アルバム (テイチク NL-1056、1959)
- バッキー白片とアロハ・ハワイアンズ / ラテン・リズムによるハワイ名曲アルバム (テイチク NL-1062)
- バッキー白片とアロハ・ハワイアンズ / ハワイアン・ムード (テイチク NL-1067)
- バッキー白片とアロハ・ハワイアンズ / バッキー白片の日本民謡リズム・パレード (テイチク NL-1074)
- バッキー白片とアロハ・ハワイアンズ / バッキー白片のロマンチック・ワルツ (テイチク NL-1083)
- バッキー白片とアロハ・ハワイアンズ / バッキー白片のウエスタン名曲アルバム (テイチク NL-1092)
- バッキー白片とアロハ・ハワイアンズ / 今宵ダンスを! (テイチク NL-1102、1960.04)
- バッキー白片とアロハ・ハワイアンズ / ニュー・ハワイアン・メロディー集 (テイチク NL-1106、1960.05)
- バッキー白片とアロハ・ハワイアンズ、テイチク・レコーディング・オーケストラ / シャンソン・ヒット・アルバム (テイチク NL-1110、1960.06)
- バッキー白片とアロハ・ハワイアンズ / 南国の夜 (テイチク NL-1113、1960.07)
- バッキー白片とアロハ・ハワイアンズ / バッキー白片のタンゴ名曲アルバム: 第2集 (テイチク NL-1121、1960)
- バッキー白片とアロハ・ハワイアンズ / バッキー白片の名曲をハワイアンで (テイチク NL-1145、1960.12)
- V.A. / ポピュラー・ヒット・パレード (テイチク NL-1150、1961.02) *秋満義孝とクインテット、有馬徹とノーチェ・クパーナ、チャーリイ脇野とゲイ・ポップス
- ディック・ミネ、バッキー白片とアロハ・ハワイアンズ / ミネ・バッキーのコンビが贈る二人の想い出 (テイチク NL-1151、1961.02)
- バッキー白片とアロハ・ハワイアンズ / バッキー白片のフォスター集 (テイチク NL-1160、1961.04)
- バッキー白片とアロハ・ハワイアンズ / バッキー白片のハワイアンでダンスを (テイチク NL-1166、1961.05)
- バッキー白片とアロハ・ハワイアンズ / バッキー白片のステレオ・ハワイアン (テイチク SL-1、1961.05)
- 三島敏夫 / 三島敏夫のヒット・ナンバー (テイチク NL-1179、1961.07)
- バッキー白片とアロハ・ハワイアンズ / バッキー白片のハワイは招く (テイチク NL-3003、1961.08)
- バッキー白片とアロハ・ハワイアンズ / ウエスタン名曲アルバム (テイチク NL-1182(Mono)/SL-8(Stereo)、1961.08)
- バッキー白片とアロハ・ハワイアンズ / バッキー白片のハワイアンでドドンパ (テイチク NL-1189(Mono)/SL-10(Stereo)、1961.09)
- バッキー白片とアロハ・ハワイアンズ / バッキー白片のステレオ・ラテン・アルバム (テイチク SL-12、1961.10)
- バッキー白片とアロハ・ハワイアンズ、秋満義孝とクインテット / バッキーと秋満のコンビによるクリスマス・プレゼント (テイチク NL-1203(Mono)/SL-18(Stereo)、1961.11)
- バッキー白片とアロハ・ハワイアンズ / バッキー白片の日本抒情歌曲集 (テイチク NL-1207(Mono)/SL-28(Stereo)、1962.02)
- バッキー白片とアロハ・ハワイアンズ / バッキー白片のニュー・ヒット・ナンバー (テイチク NL-1215(Mono)/SL-34(Stereo)、1962.04)
- バッキー白片とアロハ・ハワイアンズ / バッキー白片のステレオ・ハワイアン 第2集 (テイチク NL-1218(Mono)/SL-35(Stereo)、1962.05)
- バッキー白片とアロハ・ハワイアンズ / バッキー白片のハワイアンによるステレオ・タンゴ名曲アルバム (テイチク SL-1005、1962.06)
- バッキー白片とアロハ・ハワイアンズ / バッキー白片のイタリアン・スケッチ (テイチク NL-1226(Mono)/SL-1007(Stereo)、1962.08)
- バッキー白片とアロハ・ハワイアンズ / バッキー白片の山河讃歌 (テイチク NL-1234(Mono)/SL-44(Stereo)、1962.10)
- バッキー白片とアロハ・ハワイアンズ / バッキー白片のブルース・アンド・ブルース (テイチク SL-1012、1962.11)
- バッキー白片とアロハ・ハワイアンズ / バッキー白片のブルース・アンド・ブルース (テイチク NL-3014、1962.11)
- バッキー白片とアロハ・ハワイアンズ、秋満義孝とクインテット / バッキーと秋満のコンビによるクリスマス・プレゼント (テイチク SL-1015、1962.12)
- バッキー白片とアロハ・ハワイアンズ / バッキー白片の古賀メロディー・アルバム (テイチク NL-1243(Mono)/SL-1018(Stereo)、1963.02)
- バッキー白片とアロハ・ハワイアンズ / バッキー白片のステレオ・ラテン・アルバム (テイチク SL-1020、1963.03)
- バッキー白片とアロハ・ハワイアンズ / バッキー白片のハワイアン・オール・ヒット・アルバム (テイチク NL-3016(Mono)/SL-1024(Stereo)、1963.05)
- バッキー白片とアロハ・ハワイアンズ / バッキー白片のハワイアン・ムード: 夢のハーモニー (NL-1247(Mono)/SL-1025(Stereo)、1963.05)
- 鉄砲光三郎 / 民謡鉄砲節河内音頭 第三集 (テイチク NL-2057、1963.07)
- バッキー白片とアロハ・ハワイアンズ / バッキー白片のステレオ・ウェスターン・アルバム (テイチク SL-1031、1963.07)
- バッキー白片とアロハ・ハワイアンズ、フォー・コインズ / バッキーとフォー・コインズのウクレレで歌おう (テイチク NL-1254、1963.08)
- バッキー白片とウクレレ・グループ / バッキーとウクレレ (テイチク NL-1255、1963.08)
- バッキー白片とアロハ・ハワイアンズ / バッキー白片のスクリーン・ミュージック・リバイバル (テイチク NL-1258(Mono)/SL-1036(Stereo)、1963.09)
- バッキー白片とアロハ・ハワイアンズ / バッキー白片のポピュラー名曲アルバム (テイチク NL-1265(Mono)/SL-1048(Stereo)、1964.01)
- バッキー白片とアロハ・ハワイアンズ / バッキー白片のスイング・スイング・スイング (テイチク SL-1052、1964.02)
- バッキー白片とアロハ・ハワイアンズ / バッキー白片のオール・ヒット歌謡パレード (テイチク SL-1058、1964.03)
- バッキー白片とアロハ・ハワイアンズ / バッキー白片のシンギング・スチール・ギター (テイチク SL-1062、1964.04)
- バッキー白片とアロハ・ハワイアンズ / 情熱のハワイアン・フラ (テイチク SL-1065、1964.06)
- バッキー白片とアロハ・ハワイアンズ / 南海の詩情 (テイチク SL-1066、1964.06)
- V.A. / ロシヤ民謡ビッグ・プレゼント (テイチク NL-2104、1964.06)
- バッキー白片とアロハ・ハワイアンズ / バッキー白片の日本の抒情 (テイチク SL-1075、1964.07)
- ディック・ミネ / 愛唱ヒット・ジャズ (テイチク NL-2109、1964.07)
- バッキー白片とアロハ・ハワイアンズ / ダンス・タイム 第1集: スタンダード篇 (テイチク SL-1083、1964.09)
- バッキー白片とアロハ・ハワイアンズ / ダンス・タイム 第2集: ラテン・リズム篇 (テイチク SL-1084、1964.09)
- バッキー白片とアロハ・ハワイアンズ / 夜のムード: ハーレム・ノクターン (テイチク SL-1090、1964.11)
- バッキー白片とアロハ・ハワイアンズ / カンツォーネ・ヒット・ハイライト (テイチク SL-1098、1965.02)
- バッキー白片とアロハ・ハワイアンズ / スチールギター・テクニック (テイチク SL-1109、1965.04)
- 三島敏夫 / 三島敏夫のムード歌謡 (テイチク ST-22、1965.07)
- バッキー白片とアロハ・ハワイアンズ / バッキー白片の歌謡ヒット・パレード 第2集 (テイチク SL-1126、1965.08)
- バッキー白片とアロハ・ハワイアンズ / 歌うバッキー (テイチク SL-1129、1965.09)
- バッキー白片とアロハ・ハワイアンズ / バッキー白片のジャズ喫茶ムード (テイチク SL-1138、1965.11)
- V.A. / ジングル・ベル・パレード (テイチク SL-1141、1965.12)
- V.A. / ポピュラー・トップ・ヒット・14 (テイチク SL-1145、1966.01)
- バッキー白片とアロハ・ハワイアンズ / バッキー白片のムード歌謡アルバム (テイチク SL-1148、1966.02)
- バッキー白片とアロハ・ハワイアンズ / バッキー白片のポピュラー・ヒット・14: 太陽のかけら (テイチク SL-1156、1966.04)
- ディック・ミネ / ハワイへ行く (テイチク ST-47、1966)
- バッキー白片とアロハ・ハワイアンズ / ハワイアン全集: 南国の楽園 (テイチク ST-54/5、1966.06)
- バッキー白片とアロハ・ハワイアンズ / ハワイアン音楽と共に30年: バッキー白片記念リサイタル実況録音 (テイチク ST-56、1966.08)
- バッキー白片とアロハ・ハワイアンズ / バッキー白片のロマンチック・タンゴ (テイチク SL-1180、1966.11)
- バッキー白片とアロハ・ハワイアンズ / ベスト・オブ・バッキー (テイチク ST-69/70、1967)
- バッキー白片とアロハ・ハワイアンズ / バッキー白片のラテン・ビート (テイチク SL-1194、1967)
- バッキー白片とアロハ・ハワイアンズ / バッキー白片のスクリーン・ロマンス (テイチク SL-1195、1967)
- 石原裕次郎 / 裕ちゃんのホリデイ・イン・ハワイ (テイチク SL-1205、1967.05)
- バッキー白片とアロハ・ハワイアンズ / バッキー白片の裕次郎ヒット曲集 (テイチク SL-1210)
- バッキー白片とアロハ・ハワイアンズ / モダン・フォークをスチールギターで (テイチク SL-1213)
- バッキー白片とアロハ・ハワイアンズ / バッキー白片のスクリーン・ミュージック・リバイバル (SL-1236)
- バッキー白片とアロハ・ハワイアンズ / ニュー・ヒット・パレード: 小樽のひとよ (テイチク SL-1244)
- バッキー白片とアロハ・ハワイアンズ / バッキー白片の愛に散りたい (テイチク SL-1264)
- バッキー白片とアロハ・ハワイアンズ / ハワイ音楽のすべて (テイチク ST-108/9、1968)
- バッキー白片とアロハ・ハワイアンズ / バッキー白片のグッド・ナイト・ベイビー (テイチク SL-1269、1969)
- バッキー白片とアロハ・ハワイアンズ / バッキー白片の港町ブルース (テイチク SL-1278)
- バッキー白片とアロハ・ハワイアンズ / ベスト・オブ・バッキー: ラテン&タンゴ全集 (テイチク ST-163/4、1969)
- バッキー白片とアロハ・ハワイアンズ / ハワイアン・ゴールデン・ヒッツ 第1集 (テイチク SL-7、1969)
- バッキー白片とアロハ・ハワイアンズ / バッキー白片のハワイアン・フラ特集 (テイチク SL-8、1969)
- 石原裕次郎 / 魅惑のブルース (テイチク SL-11、1969.05)
- バッキー白片とアロハ・ハワイアンズ / ハワイアン・ゴールデン・ヒッツ 第2集 (テイチク SL-27、1970)
- バッキー白片とアロハ・ハワイアンズ / 古賀政男名曲集 (テイチク SL-28、1970)
- バッキー白片とアロハ・ハワイアンズ / スクリーン名曲集 (テイチク SL-29、1970)
- バッキー白片とアロハ・ハワイアンズ / ラテン名曲集 (テイチク SL-30、1970)
- バッキー白片とアロハ・ハワイアンズ / タンゴ名曲集 (テイチク SL-31、1970)
- バッキー白片とアロハ・ハワイアンズ / 不滅の歌謡名曲集 (テイチク SL-32、1970)
- バッキー白片とアロハ・ハワイアンズ / 日本抒情名曲集 (テイチク SL-33、1970)
- バッキー白片とアロハ・ハワイアンズ / バッキー白片の楽しいウクレレ・ソロ (テイチク SL-38、1970)
- バッキー白片とアロハ・ハワイアンズ / ハワイアン・ゴールデン・ヒッツ 第3集 (テイチク SL-59、1970)
- バッキー白片とアロハ・ハワイアンズ / ハワイ音楽名曲全集 (テイチク SL-2001/2、1970)
- バッキー白片とアロハ・ハワイアンズ / バッキー白片ゴールデン・セット (テイチク GL-1049/51、1970)
- バッキー白片とアロハ・ハワイアンズ / バッキー白片大全集 (テイチク ST-218/222、1970)
- バッキー白片とアロハ・ハワイアンズ / 日本民謡集 (テイチク SL-1337)
- V.A. / ホーム・クリスマス・ミュージック (テイチク SL-1361)
- 鉄砲光三郎 / 鉄砲節新河内音頭 第二巻 (テイチク NL-2618/9)
- バッキー白片とアロハ・ハワイアンズ / スクリーン名曲集 (テイチク BL-1012、1971)
- バッキー白片とアロハ・ハワイアンズ / タンゴ名曲集 (テイチク BL-1013、1971)
- バッキー白片とアロハ・ハワイアンズ / 日本抒情歌名曲集 (テイチク BL-1015、1971)
- バッキー白片とアロハ・ハワイアンズ / 古賀政男名曲集 (テイチク BL-1016、1971)
- バッキー白片とアロハ・ハワイアンズ / 不滅の歌謡名曲集 (テイチク BL-1017、1971)
- バッキー白片とアロハ・ハワイアンズ / 懐かしのデキシーランド・ジャズ (テイチク BL-1018、1971)
- バッキー白片とアロハ・ハワイアンズ / 裕次郎ヒット曲集 (テイチク BL-1019、1971)
- バッキー白片とアロハ・ハワイアンズ / バッキー白片のニュー・ヒット歌謡ベスト10 (BL-1022、1971)
- バッキー白片とアロハ・ハワイアンズ / ハワイアン・スタンダード・ヒッツ (テイチク MX-4008、1972)
- バッキー白片とアロハ・ハワイアンズ / 情熱のタヒチアン・リズム (テイチク MX-4009、1972)
- バッキー白片とアロハ・ハワイアンズ / ゴールデン・ハワイアン (テイチク CF-2、1972)
- バッキー白片とアロハ・ハワイアンズ / ラテン・ミュージックベスト20 (テイチク BL-1142/3、1973)
- バッキー白片とアロハ・ハワイアンズ / コンチネンタル・タンゴ・ベスト20 (テイチク BL-1144/5、1973)
- バッキー白片とアロハ・ハワイアンズ / 石原裕次郎ヒット曲ベスト20 (テイチク BL-1146/7、1973)
- バッキー白片とアロハ・ハワイアンズ / 不滅の歌謡曲ベスト20 (テイチク BL-1148/9、1973)
- バッキー白片とアロハ・ハワイアンズ / 日本抒情歌ベスト20 (テイチク BL-1150/1、1973)
- バッキー白片とアロハ・ハワイアンズ / 古賀政男名曲ベスト20 (テイチク BL-1152/3、1973)
- バッキー白片とアロハ・ハワイアンズ / 西部劇ベスト20 (テイチク BL-1154/5、1973)
- バッキー白片とアロハ・ハワイアンズ / ポピュラー・ヒット曲ベスト20 (テイチク BL-1156、1973)
- バッキー白片とアロハ・ハワイアンズ / ニュー・ヒット歌謡ベスト20 (テイチク BL-1158/9、1973)
- バッキー白片 / バッキー白片のヒット歌謡: 花嫁 (テイチク SLT-46042、1973)
- V.A. / 石原裕次郎ヒット・メロディー・ベスト20 (テイチク GL-1178/9、1973)
- バッキー白片とアロハ・ハワイアンズ / ハワイアン名曲ベスト30 (テイチク SL-210/1、1974)
- バッキー白片とアロハ・ハワイアンズ / ハワイアン・ベスト・ヒット (テイチク CDX-2506、1973)
- バッキー白片とアロハ・ハワイアンズ / 情熱のタヒチアン・リズム (テイチク CDX-2507、1973)
- バッキー白片とアロハ・ハワイアンズ / 華麗なるサウンド・チャレンジャー: サウンド・フリー・バッキー (テイチク CDX-2508、1973)
- バッキー白片とアロハ・ハワイアンズ / ゴールデン・ハワイアン (テイチク CDX-2524、1973)
- エセル中田、バッキー白片とアロハ・ハワイアンズ / エセル中田・バッキー白片ゴールデン・コンビによるハワイの唄ベスト16 (テイチク GM-9、1975)
- バッキー白片 / ハワイの旅情 (テイチク PP-19、1976)
- バッキー白片 / ハワイアン・ベスト・ヒット (テイチク PP-26、1977)
- バッキー白片 / 情熱のハワイアン・リズム (ハワイ&タヒチ) (テイチク PP-27、1977)
- バッキー白片 / ハワイアン・ダンス・パーティー (テイチク PP-28、1977)
- バッキー白片とアロハ・ハワイアンズ / ハワイアン・ゴールデン・ヒッツ (テイチク PP-76、1986)
- バッキー白片とアロハ・ハワイアンズ / ニュー・ヒット・パレード (テイチク BH-1008)
- バッキー白片とアロハ・ハワイアンズ / ラテン・ミュージック・ベスト20 (テイチク CP-8470)
- バッキー白片とアロハ・ハワイアンズ / ポピュラー大全集 Vol.1 (テイチク LLC-19/20)
- バッキー白片 / きらめくリズム: バッキー白片とともに (テイチク WF-31601/10)

## 評伝
- 南条岳彦『歌は波間によみがえれ』（1986年、講談社）